# San Pedro Piedra Gorda
San Pedro Piedra Gorda es un pueblo y cabecera municipal del municipio de Cuauhtémoc, ubicado en la región sureste del estado mexicano de Zacatecas.

## Geografía
La localidad se sitúa en las coordenadas geográficas 22°26′55″N 102°21′00″O / 22.448611, -102.350000, a una elevación de 2,037 metros sobre el nivel del mar.

## Demografía
Según el Conteo de Población y Vivienda 2020, efectuado por el Instituto Nacional de Estadística y Geografía, la localidad de San Pedro Piedra Gorda tiene 9,463 habitantes, de los cuales 4,583 son del sexo masculino y 4,880 del sexo femenino. Su tasa de fecundidad es de 2.57 hijos por mujer y tiene 2,249 viviendas particulares habitadas.
| Gráfica de evolución demográfica de San Pedro Piedra Gorda entre 1900 y 2020 |
|                                                                              |
| INEGI.                                                                       |